# Прокопий (узурпатор)
Вижте пояснителната страница за други личности с името Прокопий.
Прокопий (лат. Flavius Procopius), родом от Киликия е узурпатор на трона на Източната римска империя през 365 – 366 г. по времето на император Валент.
Прокопий е военен командир при Юлиан Апостат и сродник на Константиновата династия (по майчина линия). В Персийската кампания на Юлиан, Прокопий командва голям отряд, действащ самостоятелно. След възкачването на Йовиан се носят неоснователни слухове, че Юлиан бил избрал Прокопий за приемник на властта. След смъртта на Йовиан и възкачването на Валентиниан I и Валент, Прокопий изпада в немилост и се скрива в Таврия (Херсон).

## Узурпация
През септември 365 г., докато император Валент е ангажиран във войната с персите на източната граница, Прокопий вдига бунт в Константинопол и се обявява за август, като се възползва от широкото недоволство в столицата и източната част на империята. Към страната на Прокопий се присъединяват легиони, които преди са служили под негово командване, а в допълнение той събира и отряд от роби. Започва да сече монети. Аристокрацията като цяло не подкрепя претенциите на Прокопий за власт, но на негова страна са езическите лидери, както и тракийските гарнизони.
Опитът на узурпатора да вдигне въстание и в Илирия не успява. След това Прокопий насочва своите усилия за овладяване на Мала Азия. До зимата на 365 г., под ръководството на Прокопий са областите Витиния и Хелеспонта. Въпреки това Прокопий изпитва остър недостиг на средства, необходими за поддържането на армията и за изплащането на заплатите на варварски войски, защото най-богатите области остават под управлението на Валент. Прокопий е принуден масово да извърши конфискация на имущество от богатите римляни, и така се лишава от подкрепата на сенаторската класа и провинциалното благородство.

## Смърт
В битката при Тиатира, Фригия, през 366 г. армията на Прокопий търпи поражение и повечето му войски започват да преминават на страната на император Валент. Прокопий с някои близки приятели се опитва да избяга, но другарите му го предават на Валент. На 27 май 366 година Прокопий е екзекутиран някъде в Тракия.
Негови далечни наследници в 5 век са Прокопий (magister militum) и Антемий, западен римски император (467 – 472).